# Maraussan
Maraussan é uma comuna francesa na região administrativa de Occitânia, no departamento de Hérault. Estende-se por uma área de 12,37 km². Em 2010 a comuna tinha 4 597 habitantes (densidade: 371,6 hab./km²).